# Alsóalmás
Alsóalmás (szlovákul Dolný Almáš) Hontalmás településrésze, korábban önálló falu Szlovákiában, a Nyitrai kerület Lévai járásában. 2001-ben Hontalmás 226 lakosából 223 szlovák volt.

## Fekvése
Lévától 19 km-re északkeletre, az Almás-patak partján fekszik.

## Története
A község területe már az újkőkorban is lakott volt, ahonnan a lengyeli kultúra tárgyi emlékei kerültek elő. Almást 1245-ben említik először. A Hontpázmány nemzetség birtokolta, melyet Márton comes a sági prépostságnak adományozott. Alsóalmás 1338-tól a lévai uradalom része. A 17. században a Csákyaké, a 19. században az Eszerházy és a Scholler család birtoka. Lakói mezőgazdasággal, szőlőtermesztéssel foglalkoztak.
Vályi András szerint "Alsó Almás. Felső Almás. Tót helységek Hont Vármegyében, Felső Almásnak földes Ura Hertzeg Eszterházy Uraság, Alsó Almásnak pedig a’ Zólyomi Káptalan, lakosai katolikusok, és Augustai vallásbéliek, fekszenek Pukantztól egy jó mértföldnyire: Filiálissa a’ Báthi Plébániának. Földgye a’ mi Alsó Almást illeti, néhol soványas, és a’ zápor esső által károsíttatik; de mivel ez tsak egy részét illeti, más része pedig földgyének elég termékeny, legelője alkalmatos, ’s mind a’ kétféle fája, nagy szőlő hegyei vannak, mellyek középszerű bort teremnek, piatzozása sem meszsze, Esztergom is közel fekszik hozzá, mivel jó tulajdonságai, fogyatkozását felűlhaladgyák, az első Osztályba tétetett. Felső Almás is olly forma természeti javakkal, ’s tulajdonságokkal bír, Báthoz, és Selmetz Bányához közel lévén, vagyonnyainak eladására jó alkalmatosága, mellyhez képest ez is első Osztálybéli."
Fényes Elek szerint "Almás (Alsó), tót falú, Honth vgyében, ut. p. Báthoz északra 3/4 mfd. 426 kath., 8 evang. lak. F. u. a beszterczei káptalan."
Hont vármegye monográfiájában "Alsóalmás tót kisközség, az Almáska patak mellett, 84 házzal és 385 róm. kath. vallású lakossal. A községnek, mely körjegyzőségi székhely, vasúti állomása Léva, posta- és táviróállomása Bát. A vármegye régibb helységei közé tartozik, mely már a XIII. században a sági konvent birtoka. Okleveles említésére találunk 1428-ban is. A török hódoltság korában, a sági prépostság többi birtokaival együtt, Alsóalmás is török kézre jutott és 1685-ig maradt az ellenség hatalma alatt. I. Lipót király akkor a jezsuitáknak adományozta, a kiket 1772-ig uralt a falu. Mária Terézia királynő az 1776-ban alapított beszterczebányai püspökségnek adta és ma is ezé. A község róm. kath. temploma 1877-ben épült. Alsóalmáshoz tartozik a Kalinó-puszta."
1910-ben 424, túlnyomórészt szlovák lakosa volt. A trianoni békeszerződésig Hont vármegye Báti járásához tartozott.
Alsó- és Felsőalmást 1943-ban egyesítették.